# Équipe du Canada de hockey sur glace
Cet article traite de l'équipe masculine. Pour l'équipe féminine, voir Équipe du Canada féminine de hockey sur glace.
L'équipe du Canada de hockey sur glace, officiellement nommée Équipe Canada (en anglais Team Canada), est la sélection regroupant les meilleurs joueurs canadiens de hockey sur glace lors des compétitions internationales. L'équipe est sous la tutelle de Hockey Canada. Le Canada est l'une des grandes nations du hockey sur glace sur le plan international, ayant remporté quatre des cinq Coupe Canada à partir de 1976, les Jeux olympiques d'hiver de 2002, les Jeux olympiques d'hiver de 2010, les Jeux olympiques d'hiver de 2014, trois des six derniers championnat du monde et la Coupe du monde en 2004 et 2016. 

## Effectif
| No    | Nom                  | Position       | Club                      |
| ----- | -------------------- | -------------- | ------------------------- |
| +006, | Travis Sanheim       | Défenseur      | Flyers de Philadelphie    |
| +007, | Michael Matheson     | Défenseur      | Canadiens de Montréal     |
| +008, | Noah Dobson          | Défenseur      | Islanders de New York     |
| +009, | Nathan MacKinnon - A | Attaquant      | Avalanche du Colorado     |
| +010, | Brayden Schenn       | Attaquant      | Blues de Saint-Louis      |
| +011, | Travis Konecny       | Attaquant      | Flyers de Philadelphie    |
| +014, | Bowie Horvat         | Attaquant      | Islanders de New York     |
| +017, | William Cuylle       | Attaquant      | Rangers de New York       |
| +019, | Adam Fantilli        | Attaquant      | Blue Jackets de Columbus  |
| +024, | Phillip Danault      | Attaquant      | Kings de Los Angeles      |
| +027, | Barrett Hayton       | Attaquant      | Mammoth de l'Utah         |
| +029, | Marc-André Fleury    | Gardien de but | Wild du Minnesota         |
| +031, | Dylan Garand         | Gardien de but | Wolf Pack de Hartford     |
| +041, | Ryker Evans          | Défenseur      | Kraken de Seattle         |
| +046, | Jared Spurgeon       | Défenseur      | Wild du Minnesota         |
| +050, | Jordan Binnington    | Gardien de but | Blues de Saint-Louis      |
| +052, | MacKenzie Weegar     | Défenseur      | Flames de Calgary         |
| +062, | Brandon Montour      | Défenseur      | Kraken de Seattle         |
| +071, | Tyson Foerster       | Attaquant      | Flyers de Philadelphie    |
| +087, | Sidney Crosby - C    | Attaquant      | Penguins de Pittsburgh    |
| +090, | Ryan O'Reilly - A    | Attaquant      | Predators de Nashville    |
| +091, | Kent Johnson         | Attaquant      | Blue Jackets de Columbus  |
| +094, | Porter Martone       | Attaquant      | Steelheads de Mississauga |
| +096, | Macklin Celebrini    | Attaquant      | Sharks de San José        |

## Entraîneurs par compétitions

### Jeux olympiques
1. Gordon Sigurjonsson, 1920
2. Frank Rankin, 1924
3. Conn Smythe, 1928
4. Jack Hughes, 1932
5. Al Pudas, 1936
6. Frank Boucher, 1948
7. Lou Holmes, 1952
8. Bobby Bauer, 1956, 1960
9. David W. Bauer, 1964
10. Jackie McLeod, 1968
11. Lorne Davis, Clare Drake, Tom Watt (coentraîneurs), 1980
12. Dave King, 1984, 1988, 1992
13. Tom Renney, 1994
14. Marc Crawford, 1998
15. Pat Quinn, 2002, 2006
16. Mike Babcock, 2010, 2014
17. Willie Desjardins, 2018
18. Jeremy Colliton, 2022

### Coupe Canada et Coupe du monde
1. Harry Sinden, 1972 Série du siècle
2. Scotty Bowman, 1976, 1981 Coupe Canada
3. Glen Sather, 1984 Coupe Canada
4. Mike Keenan, 1987 et 1991 Coupe Canada
5. Glen Sather, 1996 Coupe du monde
6. Pat Quinn, 2004 Coupe du monde
7. Mike Babcock, 2016 Coupe du monde

### Championnat du monde depuis 1977
1. Johnny Wilson, 1977
2. Harry Howell, 1978
3. Marshall Johnston, 1979
4. Don Cherry, 1981
5. Red Berenson, 1982
6. Dave King, 1983, 1987, 1989, 1990, 1991, 1992
7. Doug Carpenter, 1985
8. Pat Quinn, 1986
9. Mike Keenan, 1993
10. George Kingston, 1994
11. Tom Renney, 1995, 1996, 2000
12. Andy Murray, 1997, 1998, 2003, 2007
13. Mike Johnston, 1999
14. Wayne Fleming, 2001, 2002
15. Joel Quenneville, 2004
16. Marc Habscheid, 2005, 2006
17. Ken Hitchcock, 2008, 2011
18. Lindy Ruff, 2009, 2013
19. Craig MacTavish, 2010
20. Brent Sutter, 2012
21. Dave Tippett, 2014
22. Todd McLellan, 2015
23. Claude Julien, 2017, 2022
24. Bill Peters, 2016, 2018
25. Alain Vigneault, 2019
26. Gerard Gallant, 2021

## Résultats par année

### Jeux olympiques

Logo de l'Équipe Canada aux Jeux olympiques d'hiver de 2010 à Vancouver.

Les Jeux olympiques d'hiver réussissent bien aux Canadiens qui en 23 participations ont ramené 16 médailles (9 d'or, 4 d'argent et 3 de bronze). Lors des neuf premières éditions des jeux, le Canada est représenté par une équipe amateur. Le nom de l'équipe est citée ci-dessous après le résultat.
- 1920 -  Médaille d'or - Falcons de Winnipeg
- 1924 -  Médaille d'or - Granites de Toronto
- 1928 -  Médaille d'or - Université de Toronto
- 1932 -  Médaille d'or - The Winnipegs
- 1936 -  Médaille d'argent - Bearcats de Port Arthur
- 1948 -  Médaille d'or - RCAF Flyers
- 1952 -  Médaille d'or - Mercurys d'Edmonton
- 1956 -  Médaille de bronze - Dutchmen de Kitchener-Waterloo
- 1960 -  Médaille d'argent - Dutchmen de Kitchener-Waterloo
- 1964 - 4e place
- 1968 -  Médaille de bronze
- 1972 - Absent
- 1976 - Absent
- 1980 - 6e place
- 1984 - 4e place
- 1988 - 4e place
- 1992 -  Médaille d'argent
- 1994 -  Médaille d'argent
- 1998 - 4e place
- 2002 -  Médaille d'or
- 2006 - 7e place
- 2010 -  Médaille d'or
- 2014 -  Médaille d'or
- 2018 -  Médaille de bronze
- 2022 - 6e place

### Coupe Canada
La Coupe Canada a été mise en place en 1976 dans le but de rassembler les meilleurs joueurs au monde de hockey sur glace. Afin de permettre à un maximum de joueurs de participer, le tournoi a lieu à chaque fois début septembre, période souvent inactive pour la majeure partie des championnats.
- 1976 -  Champions en battant les Tchécoslovaques en finale, en deux matchs (6 à 0 et 5 à 4 après prolongation). Lors de cette compétition, les joueurs de l'Association mondiale de hockey furent également invités et purent faire partie de l'équipe.
- 1981 - Défaits : Les joueurs canadiens finissent à la seconde place après une des plus grosses défaite de leur histoire contre les Soviétiques 8 buts à 1.
- 1984 -  Champions en battant la Suède en deux matchs (5 à 2 et 6 à 5).
- 1987 -  Champions les joueurs canadiens écartent les Soviétiques en trois matchs de finale très disputés : le premier se solde par la victoire soviétique en prolongation 6-5, le second le score est inversé (avec un coup du chapeau de Mario Lemieux) et lors du troisième et dernier match, ce même Lemieux donne la victoire dans le temps règlementaire sur une passe de Wayne Gretzky.
- 1991 -  Champions en battant les Américains en deux matchs (4-1 et 4-2). Le match no 1 de la finale est resté dans la mémoire des Canadiens à la suite d'une mise en échec de Gary Suter par derrière sur Gretzky, meilleur pointeur du tournoi, l'empêchant de jouer la fin du match et le second match.

### Coupe du monde
La Coupe du monde remplace la Coupe Canada à partir de 1996. Les règles distinguent la Coupe du monde et le championnat du monde. En effet, organisée par la Ligue nationale de hockey, la Coupe du monde se joue donc selon les règles propres du championnat nord-américain et non pas selon celles de la Fédération internationale de hockey sur glace.
- 1996 - Les Canadiens perdent en finale contre les Américains en trois matchs. Le premier match est remporté par les Canadiens en prolongation sur le score de 4 buts à 3. Les deux autres matchs tourneront à l'avantage des Américains sur le même score de 5 à 2.
- 2004 - Les Canadiens gagnent cette seconde édition en battant la Finlande 3 à 2. Le but de la victoire est inscrit par Shane Doan.
- 2016 - Les Canadiens remportent la finale contre l'équipe Europe, au meilleur des trois matchs, par deux victoires (3-1 et 2-1).

### Championnat du monde

#### Les années des amateurs
Dans les premières années, le Canada est représenté au Championnat du monde par une équipe amateur. Ainsi, entre 1930 et 1963, une ville est choisie pour représenter le Canada. Les Jeux olympiques d'hiver tenus entre 1920 et 1968 comptent également comme les championnats du monde . 
Cette première section présente donc les résultats au cours des championnats du monde alors que le Canada est représenté par une équipe amateur. Les équipes en question sont notées après le classement obtenu.
- 1924 -  Médaille d'or (Année JO)
- 1928 -  Médaille d'or (Année JO)
- 1920 -  Médaille d'or (Année JO)
- 1930 -  Médaille d'or - Bearcats de Port Arthur
- 1931 -  Médaille d'or - Grads du Manitoba
- 1932 -  Médaille d'or (Année JO)
- 1933 -  Médaille d'argent - National Sea Fleas de Toronto
- 1934 -  Médaille d'or - Quakers de Saskatoon
- 1935 -  Médaille d'or - Monarchs de Winnipeg
- 1936 -  Médaille d'argent (Année JO)
- 1937 -  Médaille d'or - Dynamiters de Kimberley
- 1938 -  Médaille d'or - Wolves de Sudbury
- 1939 -  Médaille d'or - Smoke Eaters de Trail
- 1940 à 1946 - Seconde Guerre mondiale
- 1947 - Ne participe pas
- 1948 -  Médaille d'or (Année JO)
- 1949 -  Médaille d'argent - Wolves de Sudbury
- 1950 -  Médaille d'or - Mercurys d'Edmonton
- 1951 -  Médaille d'or - Maple Leafs de Lethbridge
- 1952 -  Médaille d'or (Année JO)
- 1953 - Ne participe pas
- 1954 -  Médaille d'argent - Lyndhursts d'East York
- 1955 -  Médaille d'or - Vees de Penticton
- 1956 -  Médaille de bronze (Année JO)
- 1957 - Boycott
- 1958 -  Médaille d'or - Dunlops de Whitby
- 1959 -  Médaille d'or - McFarlands de Belleville
- 1960 -  Médaille d'argent (Année JO)
- 1961 -  Médaille d'or - Smoke Eaters de Trail
- 1962 -  Médaille d'argent - Terriers de Galt
- 1963 - 4e place - Smoke Eaters de Trail

#### Les années de sélection nationale
À partir de 1965, le Canada est représenté comme les autres nations par une sélection nationale des meilleurs joueurs du pays. Le pire classement obtenu par les Canadiens est la septième place des championnats 1992 et 2010. Durant les Jeux olympiques de 1980, 1984 et 1988 il n'y a pas eu de compétition du tout .

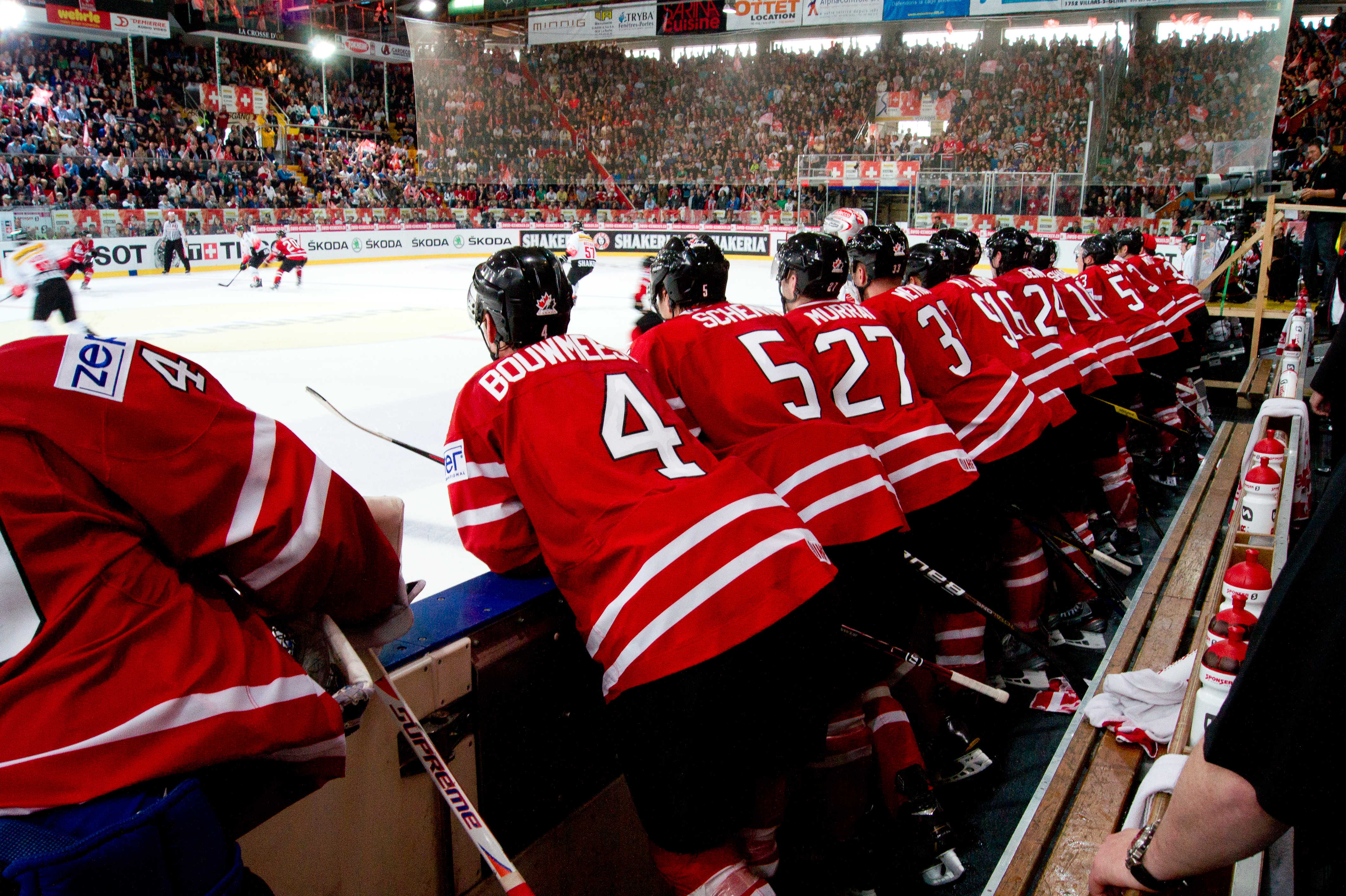
Le banc canadien, lors d'un match contre la Suisse, en 2012.

- 1965 - 4e place
- 1966 -  Médaille de bronze
- 1967 -  Médaille de bronze
- 1968 - 4e place
- 1970 - Absent
- 1971 - Absent
- 1972 - Absent
- 1973 - Absent
- 1974 - Absent
- 1975 - Absent
- 1976 - Absent
- 1977 - 4e place
- 1978 -  Médaille de bronze
- 1979 - 4e place
- 1981 - 4e place
- 1982 -  Médaille de bronze
- 1983 -  Médaille de bronze
- 1985 -  Médaille d'argent
- 1986 -  Médaille de bronze
- 1987 - 4e place
- 1989 -  Médaille d'argent
- 1990 - 4e place
- 1991 -  Médaille d'argent
- 1992 - 7e place
- 1993 - 4e place
- 1994 -  Médaille d'or
- 1995 -  Médaille de bronze
- 1996 -  Médaille d'argent
- 1997 -  Médaille d'or
- 1998 - 6e place
- 1999 - 4e place
- 2000 - 4e place
- 2001 - 5e place
- 2002 - 6e place
- 2003 -  Médaille d'or
- 2004 -  Médaille d'or
- 2005 -  Médaille d'argent
- 2006 - 4e place
- 2007 -  Médaille d'or
- 2008 -  Médaille d'argent
- 2009 -  Médaille d'argent
- 2010 - 7e place
- 2011 - 5e place
- 2012 - 5e place
- 2013 - 5e place
- 2014 - 5e place
- 2015 -  Médaille d'or
- 2016 -  Médaille d'or
- 2017 -  Médaille d'argent
- 2018 - 4e place
- 2019 -  Médaille d'argent
- 2020 - Annulé en raison du coronavirus
- 2021 -  Médaille d'or
- 2022 -  Médaille d'argent
- 2023 -  Médaille d'or
- 2024 - 4e place
- 2025 - 5e place

### Coupe Spengler
Depuis 1984, l'équipe du Canada est invité au tournoi de la Coupe Spengler , compétition internationale qui a lieu chaque année à Davos, en Suisse, entre Noël et le Nouvel an. La formation est traditionnellement composée de joueurs canadiens évoluant en Europe, mais surtout dans la Ligue nationale A, le championnat de Suisse. Elle remporte la coupe lors des 16 éditions suivantes, ce qui en fait la formation la plus titrée à égalité avec le HC Davos :
- 1984 : contre le HC Dukla Jihlava
- 1986 : contre le HK Sokil Kiev
- 1987 : contre le Krylia Sovetov
- 1992 : contre le Färjestad BK
- 1995 : contre le HK Lada Togliatti
- 1996 : contre le HC Davos
- 1997 : contre le Färjestad BK
- 1998 : contre les Kölner Haie
- 2002 : contre le HC Davos
- 2003 : contre le HC Davos
- 2007 : contre le Salavat Ioulaïev Oufa
- 2012 : contre le HC Davos
- 2015 : contre le HC Lugano
- 2016 : contre le HC Lugano
- 2017 : contre l'équipe de Suisse
- 2019 : contre le HC Oceláři Třinec

## Classement mondial
| Année     | Rang | Points | Progression |
| --------- | ---- | ------ | ----------- |
| 2003      | 1    | 3 685  |             |
| 2004      | 1    | 3 485  | ±0          |
| 2005      | 1    | 3 220  | ±0          |
| Fév. 2006 | 2    | 3 940  | -1          |
| Mai 2006  | 3    | 3 940  | -1          |
| 2007      | 2    | 3 670  | +1          |
| 2008      | 1    | 3 410  | +1          |
| 2009      | 2    | 3 160  | -1          |
| Fév. 2010 | 1    | 4 105  | +1          |
| Mai 2010  | 2    | 3 970  | -1          |
| 2011      | 4    | 3 595  | -2          |
| 2012      | 5    | 3 255  | -1          |

| Année     | Rang | Points | Progression |
| --------- | ---- | ------ | ----------- |
| 2013      | 5    | 2 940  | ±0          |
| Fév. 2014 | 3    | 3 840  | +2          |
| Mai 2014  | 4    | 3 850  | -1          |
| 2015      | 1    | 3 690  | +3          |
| 2016      | 1    | 3 495  | ±0          |
| 2017      | 1    | 3 525  | ±0          |
| Fev. 2018 | 1    | 4 045  | ±0          |
| Mai 2018  | 1    | 3 990  | ±0          |
| 2019      | 1    | 3 705  | ±0          |
| 2020      | 1    | 3 470  | ±0          |
| 2021      | 1    | 3 235  | ±0          |
| 2024      | 1    | 4 100  | ±0          |

Note :  Promue ;  Reléguée

## Équipe junior moins de 20 ans

### Championnats du monde junior
Le Canada participe au Championnat du monde junior de hockey sur glace depuis sa création officielle en 1977. 
- 1977 -  Médaille d'argent
- 1978 -  Médaille de bronze
- 1979 - 5e place
- 1980 - 5e place
- 1981 - 7e place
- 1982 -  Médaille d'or
- 1983 -  Médaille de bronze
- 1984 - 4e place
- 1985 -  Médaille d'or
- 1986 -  Médaille d'argent
- 1987 - Disqualification
- 1988 -  Médaille d'or
- 1989 - 4e place
- 1990 -  Médaille d'or
- 1991 -  Médaille d'or
- 1992 - 6e place
- 1993 -  Médaille d'or
- 1994 -  Médaille d'or
- 1995 -  Médaille d'or
- 1996 -  Médaille d'or
- 1997 -  Médaille d'or
- 1998 - 8e place
- 1999 -  Médaille d'argent
- 2000 -  Médaille de bronze
- 2001 -  Médaille de bronze
- 2002 -  Médaille d'argent
- 2003 -  Médaille d'argent
- 2004 -  Médaille d'argent
- 2005 -  Médaille d'or
- 2006 -  Médaille d'or
- 2007 -  Médaille d'or
- 2008 -  Médaille d'or
- 2009 -  Médaille d'or
- 2010 -  Médaille d'argent
- 2011 -  Médaille d'argent
- 2012 -  Médaille de bronze
- 2013 - 4e place
- 2014 - 4e place
- 2015 -  Médaille d'or
- 2016 - 6e place
- 2017 -  Médaille d'argent
- 2018 -  Médaille d'or
- 2019 - 6e place
- 2020 -  Médaille d'or
- 2021 -  Médaille d'argent
- 2022 -  Médaille d'or
- 2023 -  Médaille d'or
- 2024 - 5e place
- 2025 - 5e place

## Équipe moins de 18 ans

### Championnats du monde moins de 18 ans
L'équipe des moins de 18 ans participe uniquement à partir de 2002 aux championnats du monde pour cette catégorie.
- 2002 - 6e place
- 2003 -  Médaille d'or
- 2004 - 4e place
- 2005 -  Médaille d'argent
- 2006 - 4e place
- 2007 - 4e place
- 2008 -  Médaille d'or
- 2009 - 4e place
- 2010 - 7e place
- 2011 - 4e place
- 2012 -  Médaille de bronze
- 2013 -  Médaille d'or
- 2014 -  Médaille de bronze
- 2015 -  Médaille de bronze
- 2016 - 4e place
- 2017 - 5e place
- 2018 - 5e place
- 2019 - 4e place
- 2020 - Annulé (Covid-19)
- 2021 -  Médaille d'or
- 2022 - 5e place
- 2023 -  Médaille de bronze
- 2024 -  Médaille d'or
- 2025 -  Médaille d'or